# Crown Prince Waterford
Crown Prince Waterford (1919-2007), de son vrai nom Charles Waterford, est un chanteur de rhythm and blues américain, né à Jonesboro dans l'Arkansas et décédé à Jacksonville, en Floride en 2007.

## Carrière
Charles Waterford commence sa carrière avec l'orchestre d'Andy Kirk, les 12 Clouds of Joy. En 1936, on le retrouve à Kansas City avec l'orchestre de Leslie Sheffield. En 1945, il est engagé par Jay McShann pour suppléer Walter Brown. Il ne reste qu'un an avant de se lancer dans une carrière solo  à Chicago et de s'intituler lui-même Crown Prince « le prince héritier ». Il chante dans le style du blues shouter.
Il enregistre pour Hy-Tone Records, puis à Los Angeles pour Aladdin Records avant de signer chez King Records. 
Après 1965, il se consacre au gospel, et délaissant son titre princier, sera jusqu'à la fin de sa vie le révérend Charles Waterford.
Ses sessions des années 1946 à 1950 ont été réédités en France dans la collection Classics rhythm and blues series.

## Compilation
- Crown Prince Waterford 1946-1950, Classics rhythm and blues series 5024.

## Édition
Liner notes de Crown Prince Waterford 1946-1950, Classics rhythm and blues series 5024.